# Anisocentropus golem
Anisocentropus golem är en nattsländeart som beskrevs av Malicky 1994. Anisocentropus golem ingår i släktet Anisocentropus och familjen Calamoceratidae. Inga underarter finns listade i Catalogue of Life.